# Стриженов, Глеб Александрович
Глеб Алекса́ндрович Стриже́нов (21 июля 1925, Воронеж — 4 октября 1985, Москва) — советский актёр театра и кино, заслуженный артист РСФСР (1974). Участник Великой Отечественной войны.

## Биография
Глеб Стриженов родился 21 июля 1925 года в Воронеже. Отец — офицер, Александр Николаевич Стриженов, дослужился до комбрига. Мать, Ксения, до революции окончила Смольный институт благородных девиц в Санкт-Петербурге. Брат, Олег Стриженов (1929—2025) — известный советский актёр, народный артист СССР. В 1935 году семья переехала в Москву, поселилась на улице Коровий Вал.
Участник Великой Отечественной войны. В 1941 году Глеб Стриженов пошёл на фронт, для чего исправил дату рождения в паспорте на 21 июля 1923 года. (По документам сайта Память Народа - г.р. 1925). Призван Москворецким РВК г. Москвы. ВУС — писарь-каптенармус. В первом же бою Стриженов получил контузию. 22 ноября 1943 года Кулебакским районным военным комиссариатом Горьковской области был признан негодным к строевой службе.
В 1941—1942 годах Глеб Стриженов работал актёром Кировского областного драматического театра.
С 1943 года работал в различных театрах страны: Московском театре комедии, театрах Ульяновска, Владимира, в Иркутском областном драматическом театре, Театре Балтийского флота, Московском центральном театре транспорта, Московском театре драмы и комедии. Окончил Школу-студию МХАТ (курс Василия Осиповича Топоркова) в 1953 году.
С 1962 года стал актёром Театра-студии киноактёра.
Брат Глеба Александровича Олег Стриженов как-то сказал о нём: 

«Глеб — любимейший мой старший брат. Я просто его боготворил. У нас была прекрасная семья, в которой все любили друг друга бесконечно. Дерутся и ненавидят друг друга только в уродливых семьях».— https://proza.ru/2015/07/30/629

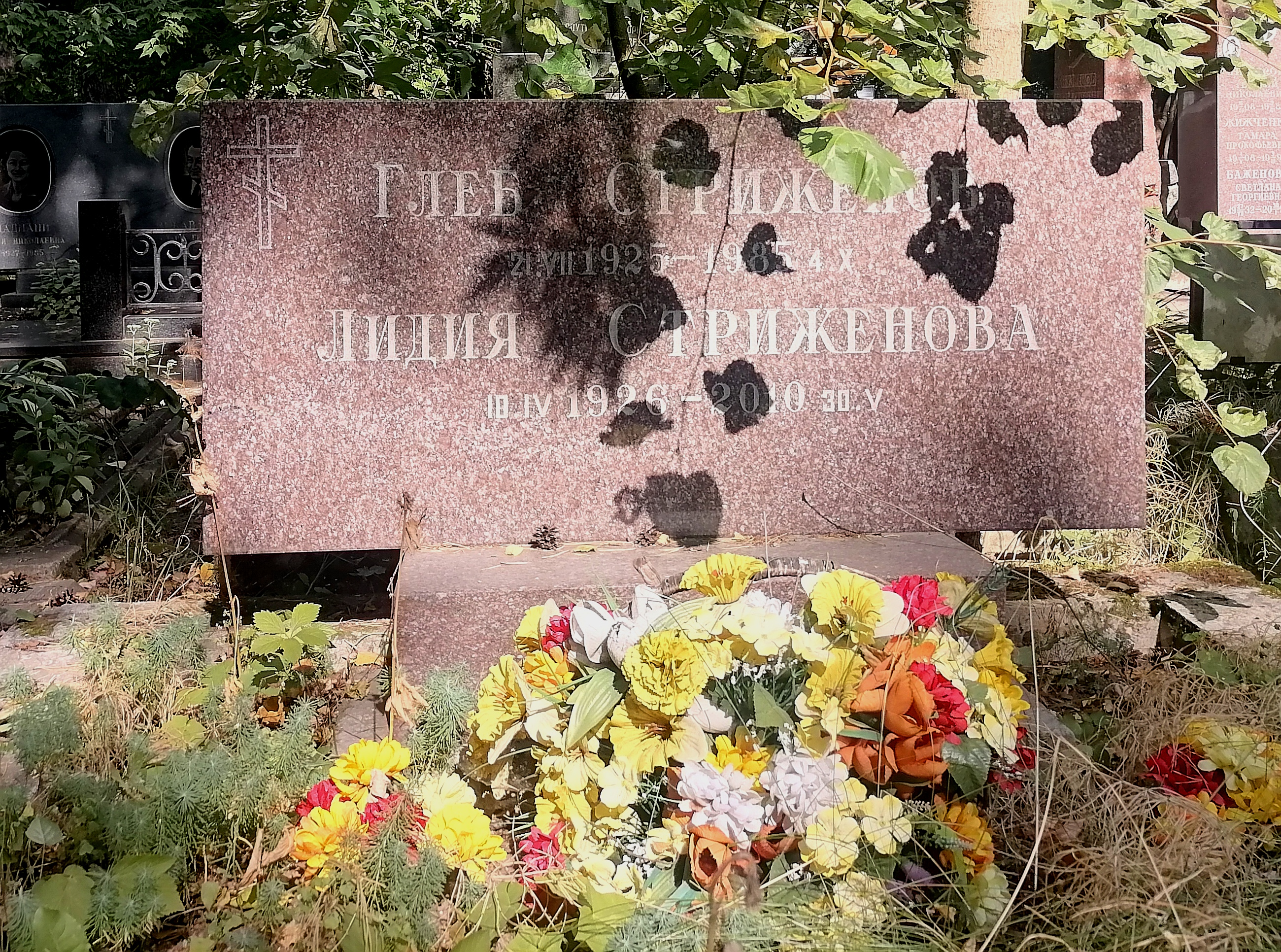
Могила на Кунцевском кладбище

Последним фильмом в карьере актёра стал вышедший за год до его смерти «Канкан в Английском парке».
Глеб Стриженов скончался в Москве 4 октября 1985 года на 61-м году жизни от рака лёгких. Похоронен на Кунцевском кладбище Москвы (участок 10В).

## Личная жизнь
Со своей супругой Лидией Сергеевной Стриженовой (Антоновой в девичестве; 1926—2010), тоже профессиональной актрисой, Глеб Стриженов прожил более тридцати лет. Их дочь Елена — киновед; её сын[кто?] стал актёром, как дед.

## Фильмография
| Год  |     | Название                               | Роль                                         |
| ---- | --- | -------------------------------------- | -------------------------------------------- |
| 1957 | ф   | Необыкновенное лето                    | Ипат Ипатьев                                 |
| 1957 | ф   | Поединок                               | Михин, подпоручик                            |
| 1958 | ф   | Жизнь прошла мимо                      | Петька-артист                                |
| 1961 | ф   | Жертвы                                 | Имя персонажа не указано                     |
| 1961 | ф   | В начале века                          | Максимов                                     |
| 1962 | ф   | Третий тайм                            | Имя персонажа не указано                     |
| 1962 | ф   | Монета                                 | Джесси Фултон                                |
| 1963 | ф   | Сорок минут до рассвета                | Имя персонажа не указано                     |
| 1963 | ф   | Оптимистическая трагедия               | офицер                                       |
| 1964 | ф   | До завтра                              | Паркер                                       |
| 1965 | ф   | Ракеты не должны взлететь              | Генрик Дулькевич, поляк                      |
| 1965 | ф   | Сквозь ледяную мглу                    | товарищ Константин                           |
| 1966 | ф   | Неуловимые мстители                    | отец Мокий, збруевский священник             |
| 1966 | ф   | Я вижу солнце                          | Анатолий, раненый красноармеец               |
| 1966 | ф   | По тонкому льду                        | Карл Франкенберг, доктор                     |
| 1966 | ф   | Скверный анекдот                       | романтик                                     |
| 1967 | ф   | Арена                                  | служитель конюшни                            |
| 1967 | ф   | Звёзды и солдаты                       | офицер                                       |
| 1967 | ф   | Продавец воздуха                       | Вильямс                                      |
| 1968 | ф   | Первая девушка                         | Имя персонажа не указано                     |
| 1969 | ф   | Главный свидетель                      | Имя персонажа не указано                     |
| 1969 | ф   | На пути к Ленину                       | комиссар                                     |
| 1970 | ф   | Миссия в Кабуле                        | Гедеонов                                     |
| 1970 | ф   | Мой нулевой час                        | старший лейтенант Нетребин                   |
| 1971 | ф   | Сквозь ледяную мглу                    | тов. Константин (прототип А. А. Богданов)    |
| 1971 | ф   | Большие перегоны                       | Имя персонажа не указано                     |
| 1972 | ф   | Зимородок                              | Седой                                        |
| 1973 | ф   | Попутный ветер                         | Имя персонажа не указано                     |
| 1974 | ф   | Единственная дорога (СССР, Югославия)  | Иван Ефимович Каленич                        |
| 1974 | ф   | Земные и небесные приключения          | отец                                         |
| 1974 | ф   | Ливень                                 | Борис, железнодорожник                       |
| 1975 | ф   | На всю оставшуюся жизнь                | Кравцов                                      |
| 1976 | ф   | Бешеное золото                         | Джо Парсонс                                  |
| 1976 | ф   | Красное и чёрное                       | маркиз де ля Моль (озвучивает Зиновий Гердт) |
| 1976 | мтф | Дни Турбиных                           | генерал фон Шратт                            |
| 1977 | ф   | Трактир на Пятницкой                   | Владимир Гремин                              |
| 1978 | ф   | Замурованные в стекле                  | Колдун                                       |
| 1979 | ф   | Гараж                                  | Александр Григорьевич Якубов                 |
| 1979 | ф   | Несколько дней из жизни И. И. Обломова | барон фон Лангваген                          |
| 1980 | ф   | Тегеран-43                             | Симон                                        |
| 1980 | ф   | Через тернии к звёздам                 | Глан                                         |
| 1982 | ф   | Пусть он выступит…                     | Энтони Старкуэтер, «король биржи»            |
| 1983 | ф   | Комета                                 | инопланетянин                                |
| 1984 | ф   | Блистающий мир                         | Арси                                         |
| 1984 | ф   | Канкан в Английском парке              | Эдуард Сопеляк                               |